# Enkleia paniculata
Enkleia paniculata är en tibastväxtart som först beskrevs av Elmer Drew Merrill, och fick sitt nu gällande namn av H. Hallier. Enkleia paniculata ingår i släktet Enkleia och familjen tibastväxter. Inga underarter finns listade i Catalogue of Life.